# Municipio Las Rosas
Koordinaten: 16° 22′ N, 92° 22′ W
Las Rosas ist ein Municipio im Zentrum des mexikanischen Bundesstaats Chiapas. Das Municipio hat etwa 25.000 Einwohner und eine Fläche von 235,6 km². Verwaltungszentrum und größter Ort des Municipios ist das gleichnamige Las Rosas.

## Geographie
Das Municipio Las Rosas liegt zentral im mexikanischen Bundesstaat Chiapas auf Höhen zwischen 700 m und 2400 m. Es zählt zur Gänze zur physiographischen Provinz der Sierra Madre de Chiapas und liegt gänzlich in der hydrologischen Region Grijalva-Usumacinta. Die Geologie des Municipios wird zu über 99 % von Kalkstein bestimmt; vorherrschende Bodentypen sind Leptosol (50 %), Vertisol (26 %) und Luvisol (23 %). Etwa 57 % der Gemeindefläche werden von Ackerland eingenommen, 37 % sind bewaldet.
Das Municipio Las Rosas grenzt an die Municipios Amatenango del Valle, Comitán de Domínguez, Socoltenango und Venustiano Carranza.

## Bevölkerung
Beim Zensus 2010 wurden im Municipio 25.530 Menschen in 5.904 Wohneinheiten gezählt. Davon wurden 1.346 Personen als Sprecher einer indigenen Sprache registriert, darunter 1.084 Sprecher des Tzeltal und 212 Sprecher des Tzotzil. Knapp 28 Prozent der Bevölkerung waren Analphabeten. 9.481 Einwohner wurden als Erwerbspersonen registriert, wovon gut 77 % Männer bzw. 2,5 % arbeitslos waren. Etwa 44 % der Bevölkerung lebten in extremer Armut.

## Orte
Das Municipio Las Rosas umfasst 106 bewohnte localidades, von denen nur der Hauptort vom INEGI als urban klassifiziert ist. Vier Orte wiesen beim Zensus 2010 eine Einwohnerzahl von über 500 auf, 87 Orte hatten weniger als 100 Einwohner. Die größten Orte sind:
| Ort           | Einwohner |
| Las Rosas     | 18.817    |
| Corral Hierba | 00.664    |
| Zacualpa      | 00.617    |
| Ixtapilla     | 00.600    |